# كارلوس ألفريدو رودريغيز
كارلوس ألفريدو رودريغيز (بالإسبانية: Carlos Alfredo Rodríguez)‏ هو اقتصادي أرجنتيني، ولد في 1947.